# Croix d'Ustou
La croix d'Ustou est une croix de chemin située dans la commune d'Ustou, dans le département de l'Ariège, en France.

## Situation
L'édifice se trouve sur le bord de la route de Guzet qui passe dans le village, à l'entrée du Trein d'Ustou.

## Description
La croix d'Ustou est une croix de calvaire en fer forgé, surmontée d'un coq. Les montants supportent les différents instruments de la Passion du Christ. Elle a été construite au XVIIIe siècle 
.
La croix est inscrite au titre des monuments historiques par arrêté du 9 septembre 1965. 